# Martin Larsson (guitarist)
 For alternative betydninger, se Martin Larsson. (Se også artikler, som begynder med Martin Larsson)
Martin Larsson (født 1973) er en svensk heavy metal-guitarist. Til at begynde med spillede han i bandet House of Usher fra 1990 til 1993. Efter bandet gik i opløsning sluttede han sig til det melodiske dødsmetal-band At the Gates og optrådte som deres guitarist indtil de brød op i 1996.

## Diskografi

### Med House of Usher
- On the Very Verge – EP (1991)
- When Being Fucked With – Demo (1993)
- Promo 2 1993 – Demo (1993)

### Med At the Gates
- Terminal Spirit Disease (1994)
- Slaughter of the Soul (1995)
- Cursed to Tour – Split live EP with Napalm Death (1996)
- Suicidal Final Art – Compilation (2001)

#### Singler
- "Terminal Spirit Disease" (1994)
- "Blinded by Fear" (1995)